# یان ویچورکوفسکی
یان ویچورکوفسکی (لهستانی: Jan Wieczorkowski؛ ‏ زادهٔ ۲۴ فوریه ۱۹۷۲) بازیگر اهل لهستان است.
از فیلم‌ها یا مجموعه‌های تلویزیونی که وی در آن‌ها نقش داشته است، می‌توان به حالا یا هرگز!، فرصت دوباره، هنگام تاریکی، منم، دزد، موج جرم و جنایت، ۲ ایکس‌ال، اسکادران ۳۰۳، روایتی واقعی، تاج پادشاهان، قانون حقیقی، شامانکا، کلبه جنگلی، صد سال خاندان وینیخ، عشق اول، دوستان، ع چون عشق، در خوشی و سختی، هتل ۵۲، گرسنه بمان و طایفه اشاره نمود.